# Nørre Haksted
Nørre Haksted (dansk) eller Nordhackstedt (tysk) er en landsby og kommune beliggende på gesten få km sydvest for Flensborg i Sydslesvig. Administrativt hører kommunen under Slesvig-Flensborg kreds i den tyske delstat Slesvig-Holsten. Kommunen samarbejder på administrativt plan med andre kommuner i omegnen i Skovlund kommunefællesskab (Amt Schafflund). Landsbyen er sogneby i Nørre Haksted Sogn. Sognet lå i Vis Herred (Flensborg Amt), da Slesvig var dansk indtil 1864.
Nørre Haksted er første gang nævnt 1352. Stednavnet henføres til personnavnet Hak (Hak Ulvstand) eller hage. Kommunevåben viser tilsvarende en hageplov (foræld.; hakkeplov). Nørre Hakstedlund er første gang nævnt 1803. Mod syd findes der tilsvarend et Sønder Haksted i Jørl Sogn (Hjørdel Sogn)
Nørre Haksted Kirke er fra1100-tallet. Christian Feddersen var præst i Nørre Haksted i 1800-tallet. Siden 1875 findes der et mejeri i landsbyen.